# Елена Анжуйска
Елена Ангелина (на сръбски: Јелена Анжујска; * 1225, † 8 февруари 1314), придобила повече известност като Елена д'Анжу или Елена Анжуйска, е съпруга (от около 1250) на крал Стефан Урош I и кралица на Сърбия (1250 – 1299/1300).

## Име
Фамилията на Елена – д'Анжу или Анжуйска се дължи на неточен превод от византийски гръцки на фамилията ѝ Ангели, т.е. Ангелина. Науката отдавна е изяснила, че Елена е единствено далечна потомка на Анжуйската династия, като пряко по бащина линия е свързана с византийската управляваща династия Ангели. Британският историк Гордън Мак'Даниел пояснява, че Елена е внучка на сестрата на латинският император Балдуин II дьо Куртене.

## Произход
Елена е по-голямата дъщеря на унгарския аристократ Йоан Ангел и Матилда дьо Вианден. Йоан Ангел е син на византийския император Исаак II Ангел и Маргарет Унгарска, която е дъщеря на унгарския крал Бела III и Агнес Антиохийска. Майката на Елена е дъщеря на Хайнрих I фон Вианден и Маргарита дьо Куртене-Намур, която е дъщеря на латинския император на Константинопол Пиер дьо Куртене и Йоланда Фландърска. Елена има по-малка сестра Мария омъжена в Албания през 1254 година за един от генералите на Карл I Анжуйски – Ансо дьо Кайо, син на барон Ансо дьо Кайо, регент на Латинската империя.
Елена чрез своя прадядо Пиер дьо Куртене (който е внук на френския крал Луи VI) е свързана с династията на Капетингите, и съответно е далечна родственица и с Анжуйската династия. Чрез Исаак II Ангел, Елена посредством Ирина Дукина е пряка потомка на Ароновия клон на комитопулите.

## Управление и светица
След смъртта на съпруга ѝ, кралството е поделено на три, като Елена заедно със синовете си Драгутин и Милутин управлява едната част от него – Зета ведно с Требине и района на Поибрието. Седалището ѝ се е намирало северно от планината Мокра гора в горното Поибрие, където учредява сиропиталище с училище за момичета-сираци.
Елена е почитана светица от православната църква заради делата си по издигане и съграждане на много православни църкви и манастири. Тя се замонашава през 1300 година в манастира „Свети Никола“ в Шкодра, приемайки монашеското име Елисавета (Елизабет).
Умира през 1314 година и е погребана до дъщеря си в манастира Градец. Елена е първата жена канонизирана за светица от Сръбската православна църква. Архиепископ Данило II и съставя житие.

## Титулатура
Съдейки от титулатурата на съпруга ѝ Стефан Урош I, Елена Ангелина е дукеса, а след това кралица на Сърбия и на България.

## Деца
Елена и крал Стефан Урош I имат трима сина и една дъщеря:
- Стефан Драгутин
- Стефан II Милутин
- Стефан
- Брънча или Беренис, която умира млада

Елена е баба на търновската царица Анна Неда, първата съпруга на Михаил III Шишман, и прабаба на цар Иван Стефан.